# Chinazolin
Chinazolin ist eine organische Verbindung, die zu den Heterocyclen (genauer: Heteroaromaten und Diazanaphthalinen) zählt. Die Verbindung besteht aus einem Benzolring, an dem ein Pyrimidinring anelliert ist. Chinazolin ist isomer zu Chinoxalin, Cinnolin und Phthalazin.

## Abgeleitete Moleküle
Vom Chinazolin leiten sich die in der Natur vorkommenden Chinazolin-Alkaloide ab, beispielsweise Vasicin (Peganin) und Febrifugin. 
Auch synthetische Wirkstoffe, wie der Alphablocker Prazosin, das Schlafmittel Methaqualon und EGFR-Tyrosinkinase-Inhibitoren wie Gefitinib, Erlotinib, Lapatinib, Afatinib, AEE788, EKB-569 und HKI-272 haben eine Chinazolin-Grundstruktur.